# 哥德式藝術

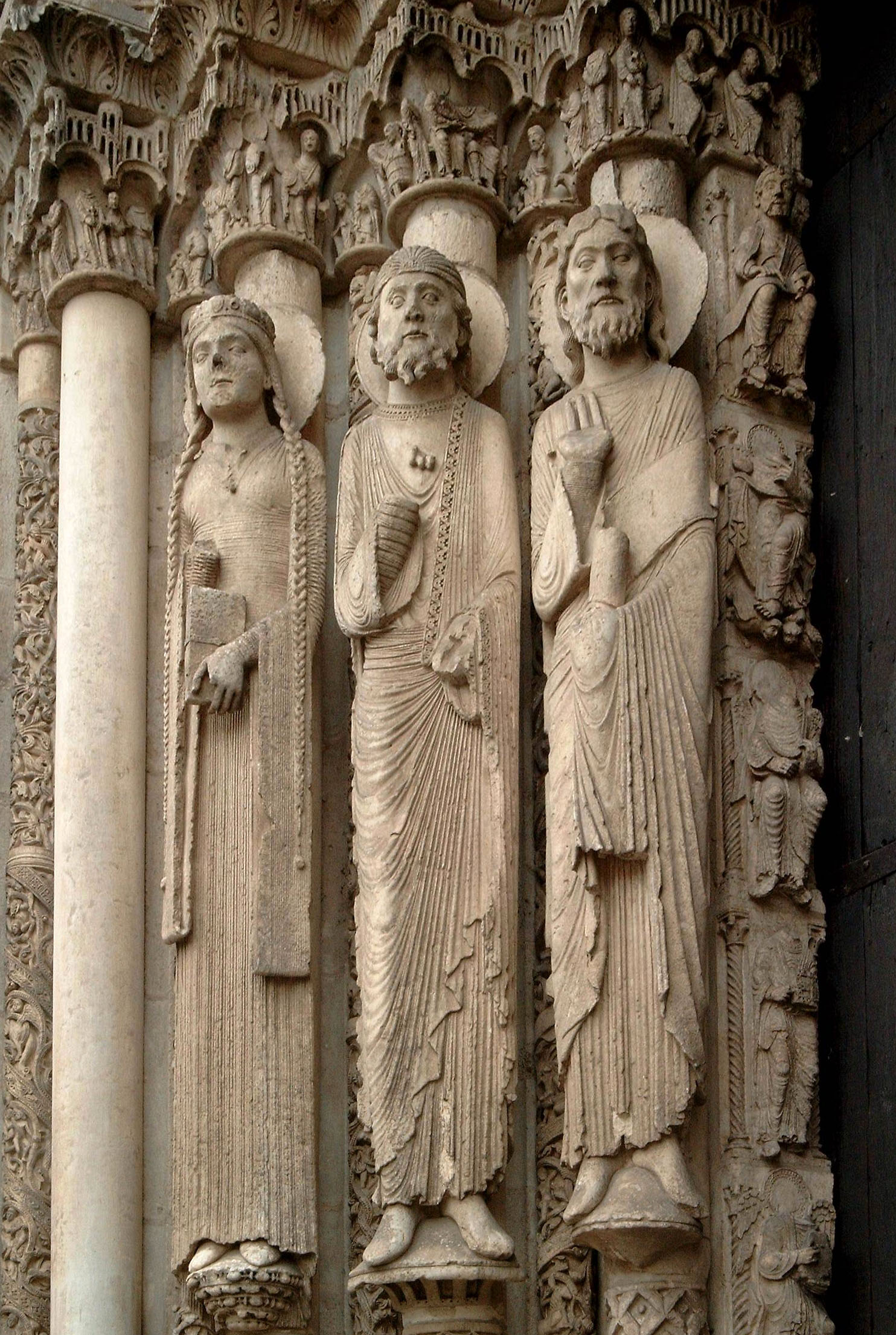
沙特爾大教堂（約1145年）的西門，雕塑風格屬於早期的歌德藝術

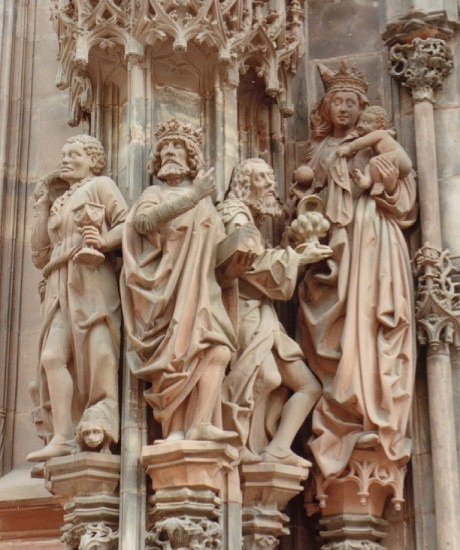
斯特拉斯堡大教堂的三博士來朝

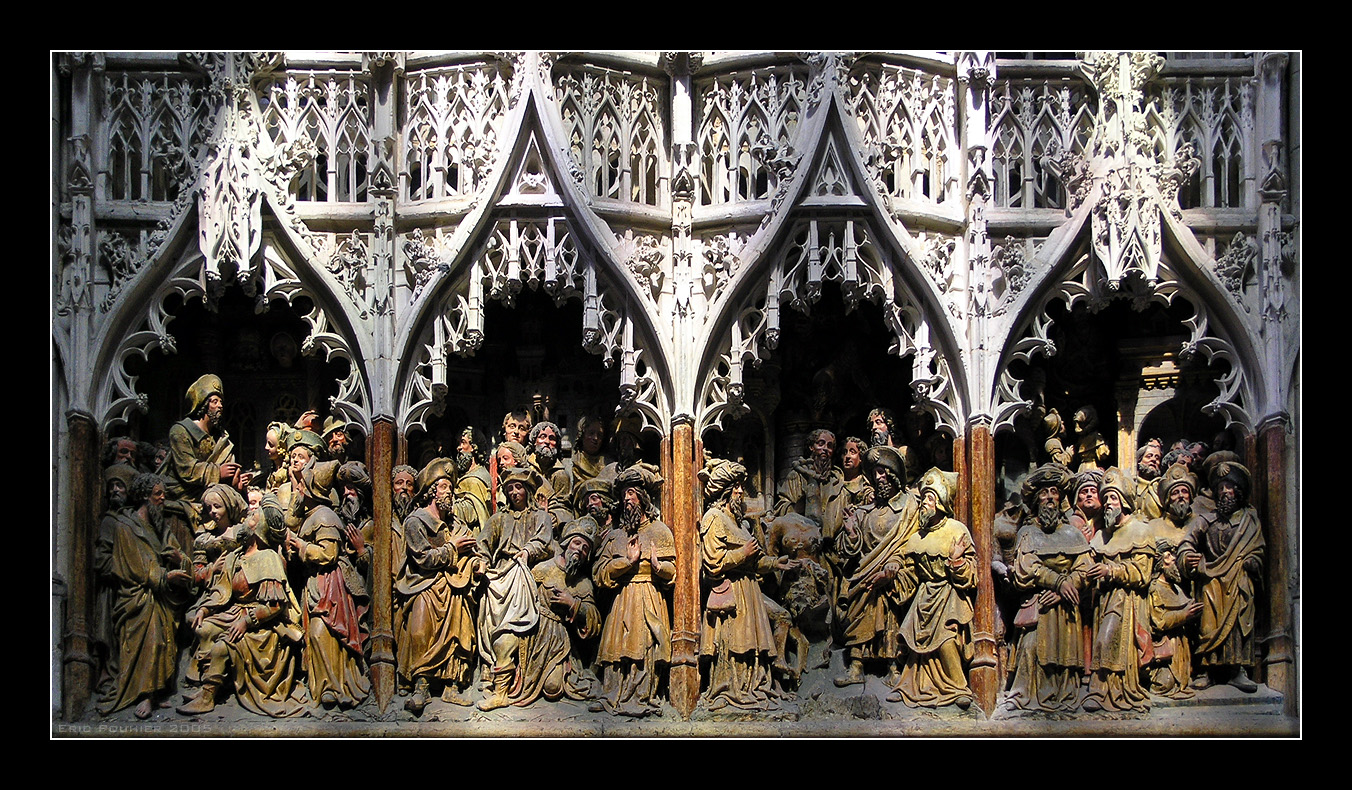
亞眠大教堂的哥德式雕塑，15世紀末期

哥特式艺术（法語：Art gothique），又译哥特式藝術、歌德式藝術，指的是歐洲中世紀的一種藝術形態，其風格同時具有神聖性和暗黑性，最常見於宗教建築中，在音樂、繪畫和彫塑上也有很多。該藝術上接古典主義建築藝術，下啟文藝復興式藝術。
哥特式藝術起源於12世紀的法国北部，從純粹的羅馬式藝術中發展而來。雖然起源於法國，但是最常使用這個風格的國家卻是德國，哥特式美學因其風格強烈，且表現形式多變，而在西歐、北歐、南歐、中歐及大部份東歐地區中廣泛傳播。14世纪時，法國的哥特式藝術演變為国际哥特式艺术，但在15世紀後期迅速被意大利的文藝復興式藝術所取代。雖然15世紀時的大部份歐洲國家都進入了文藝復興時期，但德國仍有大量的精緻哥特式宮殿，直到16世紀才緩慢的變為文藝復興。
哥特式藝術最主要的媒介是建築物，尤其是歐洲的各類大小教堂，但也包含了建築之下的彫塑、板畫、彩繪玻璃、壁畫和羊皮紙手稿，而在其它方面則很抽象，全歐洲各地的發展速度均不相同。最早的哥特式藝術是大教堂，隨後是修道院的牆壁和廣場中的彫塑，這些藝術品都喜歡展示《新約聖經》和《舊約聖經》中的故事，基督教的聖人們的形象經常以具體的方式被描繪出來。尤其聖母瑪利亞是早期哥特式的靈感中心，她的形象變又威嚴又溫柔，手抱嬰兒，展現出偉大的母性能量。
中期的哥特式雕刻则追求平面装饰性的效果，不再一味要求雙重風格。在哥特後期，隨著自由貿易和大學的興起，有能力贊助藝術，並且擁有高識字率的資產階級的孕育而生。給這批人看的白話文學和簡單易懂的藝術品數量增加，最終壓倒了哥特式藝術，原先的哥特藝術家只能從古羅馬的藝術中提取靈感，變相進入文藝復興風格。為了讓自己的藝術品更好的保存，不至於被時間埋沒，哥特末期的藝術家們會積極的在自己的作品上簽名，所以這一時期可查證的藝術家非常之多，直到20世紀開始其記錄數量才被打破。

## 名稱和特徵
哥特式藝術曾被文藝復興時代的文化工作者認為像哥德人一樣野蠻，故得此名。
哥特式藝術基本以黑色為主，加上少許的紅色和白色，在畫面中充斥着死亡安靜的气息。在繪畫風格上，經常使用脸色苍白、鮮血、繃帶、姿势扭曲、残缺的肢體、散落的翅膀或锁链等元素；在宗教裝飾上，經常使用吸血鬼、管風琴、蜘蛛網、古堡、骷髏、紅酒、墓地等元素，帶有強烈的自我風格。
北歐和東歐是目前維持歌德式藝術最長的地區，這種風格和原始的維京人、斯拉夫人的美學結合。18世紀，哥特風格在英國被重新肯定，稱之為“哥特式复兴”；到了20世紀80年代，英國的音樂界人士又把哥特風格和龐克、重金屬、刺青等聯繫在一起，發展出全新的哥德次文化。

## 哥特式建築
哥特式建築的基本構件是尖拱（ogival，或稱尖拱券、尖券）和肋架拱頂。哥特式建築的魅力來自於比例、光與色彩的美學體驗，即通過對光的形而上的沉思，通過對數與色的象徵性理解，使靈魂擺脫俗世物質的羈絆，迎著神恩之光向著天國飛升。該種建築雖曾於歐洲全境流行，不過在歐洲文藝復興時期，一度頗為被藐視。
1137－1144年，聖鄧尼斯修道院院長叙热（1081－1151）主持了聖但尼聖殿的重建。聖但尼修道院教堂始建於8世紀晚期，以早期基督教時期的一位聖徒聖德尼（約258年卒）命名。絮熱立志要把這座在法國人心目中具有紀念碑性質的教堂建成全法蘭西的精神中心，激發法國人的愛國主義情感。由絮熱主持重建起來的這座聖但尼教堂被公認為第一所哥特式教堂。
哥特式建築是以法國為中心發展起來的。12世紀是法國哥特式的發生與發展的階段。13世紀，法國哥特式發展至純熟境地，夏特爾大教堂展示了早期哥特式向盛期哥特式發展的不同風格階段。夏特爾大教堂之後，法國興起大教堂建設高潮，哥特式盛期到來。蘭斯大教堂、亞眠大教堂和博韋大教堂等都是盛期哥特式的偉大作品。13世紀中葉以後，哥特式建築愈發向輕盈和繁飾發展。先後出現了輻射式（Rayonnant）、火焰式等晚期哥特式建築。法國哥特式也播及歐洲各地，並在各地形成不同的風格特徵。在英國有盛飾式（Decorated style）、垂直式（Perpendicular）。典型的德國哥特式則綜合了法國盛期哥特式和英國垂直式，以密集小尖塔令人目瞪口呆。義大利的哥特式則更多保留了古典和拜占庭的傳統。
一個特殊的建築類型是磚哥特式。這種類型的紀念碑位於現代國際旅遊線路上 - 歐洲磚哥特式路線 (European Route of Brick Gothic, EuRoB): 里加, 维尔纽斯, 普沃茨克, 奥尔什丁, 格但斯克, 格魯瓊茲, 托伦, 海烏姆諾, 海烏姆諾, 波莫瑞地區卡緬, 什切青旧城, 什切青, 施特拉爾松德, 格赖夫斯瓦尔德, 安克拉姆, 普伦茨劳, 奥得河畔法兰克福, 新勃兰登堡 等等。

## 哥特式绘画

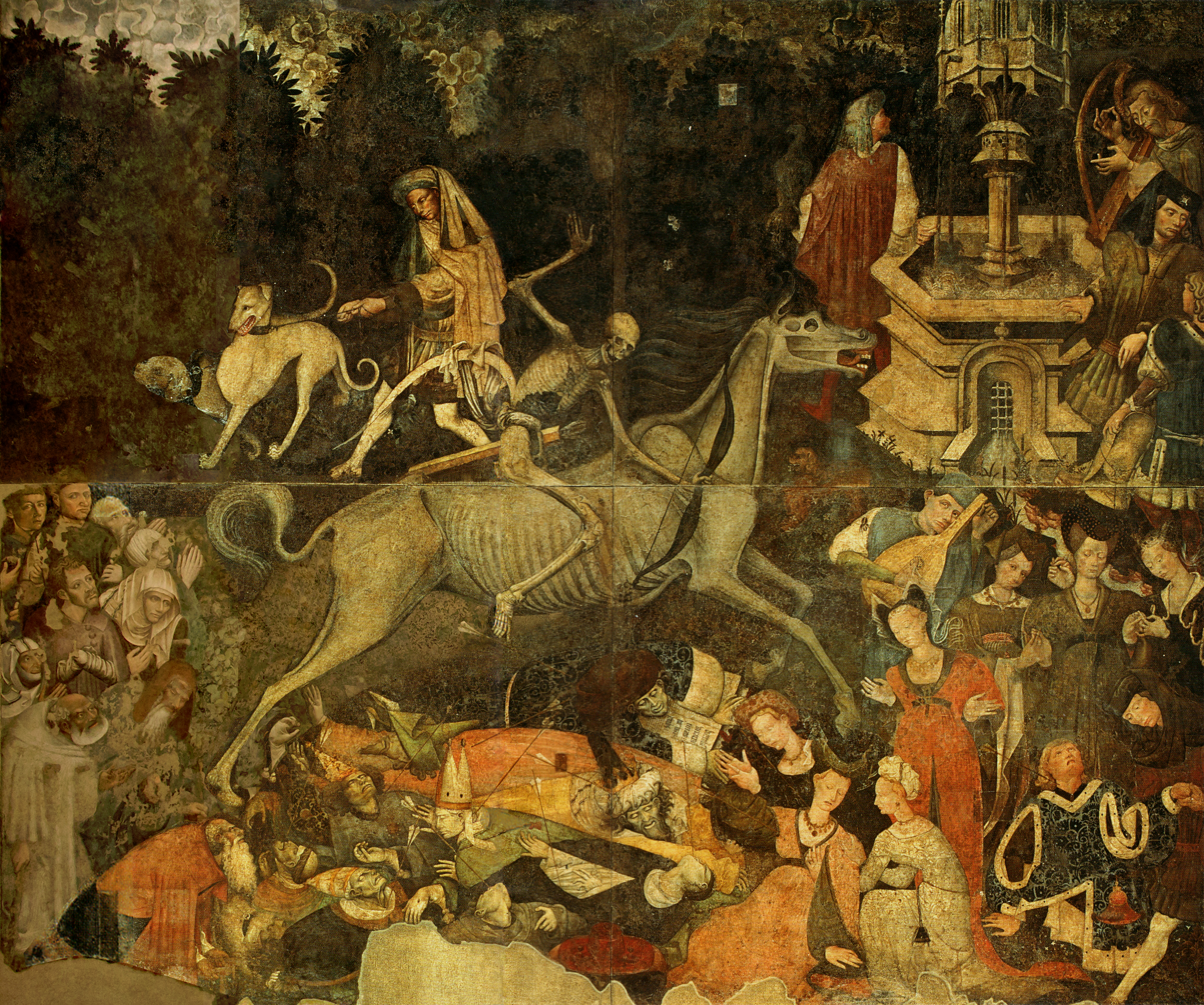
巴勒莫阿巴特利斯宮的哥特式壁畫《死亡的勝利》，1446年左右完成，作者不明

與哥德式建築不同，哥德式的繪畫以及雕塑都無法嚴格界定，甚至難以確定某些手法是哥特式的特殊造型語言，但是二者依然有豐富的發展。
在哥特式建筑和哥特式雕塑出现大约50年后，哥特式绘画风格在13世纪的时候开始展露，从罗马式风格至哥特式风格的过渡并没有明显的界限，但是我们可以发现这一时期的绘画风格较之于前更加沉闷，黑暗和情绪化。这种转变在1200年左右始于英国和法国，1220年左右发展至德国，1300年至意大利。哥特绘画主要以4种形式出现：壁画，板画，插图和花窗玻璃画。作为早期基督和罗马传统的延续，在南欧壁画一直被教堂作为主要的图像表述方式。

### 代表画家
- 羅伯特·坎平

## 哥特式文学

### 风格特征
充斥着神秘、阴森、恐怖的气氛。

### 代表作家与作品
- 华尔普（Walpole）《奥蓝托城堡》（The Castle of Otranto）
- 英國作家安·莱德克利夫（Ann Radcliff）的《奥多芙的神秘》（The Mysteries of Udolpho）（1794年），确立了哥特式小说的标准样式。
- 英國作家M.G.路易斯（Matthew Gregory Lewis）的《僧侣》（The Monk）1796年
- 玛丽·雪莱（Mary Shelley）的《科学怪人》。
- 爱伦·坡《厄舍府的倒塌》、《黑猫》。
- 法國作家加斯东·勒鲁（Gaston Louis Alfred Leroux）《歌剧魅影》（Le fantôme de l'Opéra）
- 爱尔兰作家布莱姆·斯托克(Bram Stoker)《德古拉》(Dracula)
- 美国导演  蒂姆·伯顿《剪刀手爱德华》

## 哥特式音乐

### 风格特征
哥特式音乐具有悲伤、抑郁、深沉、触动人心等特徵。浪漫主义运动中，哥特被认为和黑暗、鬼魅、奇异相连，沉迷于对人类阴暗面的表现。
早期充斥着抑郁厌世情调，音乐既冰冷刺骨，又带着精细的美感，是对于一切传统音乐的极端藐视。后期是对黑暗压抑、死亡美学、宗教情结、唯美主义近乎邪恶的追求。它挖掘放大人类的感情，引发审美和思考的空间，把音乐引发的艺术欣赏上升到哲学思考，进而影响人们的价值体系。

### 代表音乐家
- 列歐寧（约1159-1201年）
- 佩罗坦（约1170-1236年）